# Image Nation
Image Nation, officiellement Imagenation Abu Dhabi, est la filiale de production cinématographique de Media Zone Authority, une agence gouvernementale émiratie dont l'objectif est de développer l'industrie cinématographique émiratie.

## Filmographie
- 2019 : MIB de F. Gary Gray
- 2021 : Embuscade (Al-Kameen الكمين) de Pierre Morel
- 2021–2022 : The 45 Rules of Divorce